# 库拉奥利
库拉奥利（Kuraoli），是印度北方邦Mainpuri县的一个城镇。总人口20680（2001年）。

## 人口
该地2001年总人口20680人，其中男性10912人，女性9768人；0—6岁人口3476人，其中男1816人，女1660人；识字率56.48%，其中男性为64.75%，女性为47.25%。